# فرانک جک فلچر
 فرانک جک فلچر (انگلیسی: Frank Jack Fletcher؛ ۲۹ آوریل ۱۸۸۵ – ۲۵ آوریل ۱۹۷۳) یک فرد نظامی اهل ایالات متحده آمریکا بود.
وی همچنین برنده جوایزی همچون نشان افتخار (آمریکا) شده است.

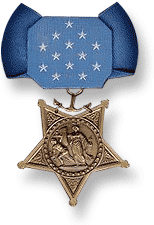
A light blue neck ribbon with a gold star shaped medallion hanging from it. The ribbon is similar in shape to a bowtie with 13 white stars in the center of the ribbon